# TRAPPIST-1f
TRAPPIST-1f, також 2MASS J23062928-0502285 f, — екзопланета, ймовірно, зі скелястою будовою. Атмосфера планети, можливо, містить водяну пару. Планета обертається навколо червоного карлика TRAPPIST-1 у придатній для життя зоні на відстані 39 світлових років (12 парсеків) від Землі в сузір'ї Водолія. Планету знайдено за допомогою транзитного методу.
TRAPPIST-1f — це одна з семи нових екзопланет, виявлених на орбіті навколо зорі за допомогою спостережень космічного телескопа «Спітцер». Про її відкриття NASA оголосило у 2017 році.
Планета може належати до класу планет — очних яблук.

## Характеристики

### Маса, радіус і температура
TRAPPIST-1f — це екзопланета за розміром майже як Земля, тобто її маса та радіус близькі до маси та радіусу Землі. Якщо враховувати парниковий ефект, імовірно, дуже щільної атмосфери планети, то температура на ній становить від 219 К (−54 °C; −65 °F) до 1 400 К (1 130 °C; 2 060 °F). Планета має радіус 1,045 ± 0,038 R, масу 0,68 ± 0,18 M і щільність 3.3±0.9 г/см³.  Ці значення дозволяють припустити, що сила поверхневої гравітації становить близько 6.1 м/с2 (тобто 62% від гравітації Землі). Планета отримує від своєї зорі таку ж кількість енергії, як і Марс у Сонячній системі.

### Атмосфера
Згідно з даними наукового моделювання взаємодії океану з атмосферою, TRAPPIST-1f, ймовірно, утримував частку споконвічної парової атмосфери на початкових етапах еволюції, і тому дослідники висловлюють припущення про те, що планета містить воду й покрита атмосферою, багатою абіотичним киснем. 

### Орбіта
TRAPPIST-1f обертається навколо своєї зорі за 9 днів. Радіус орбіти становить близько 0,037 а.о (для порівняння, відстань від Меркурія до Сонця становить приблизно 0,38 а.о.).

## Життєпридатність

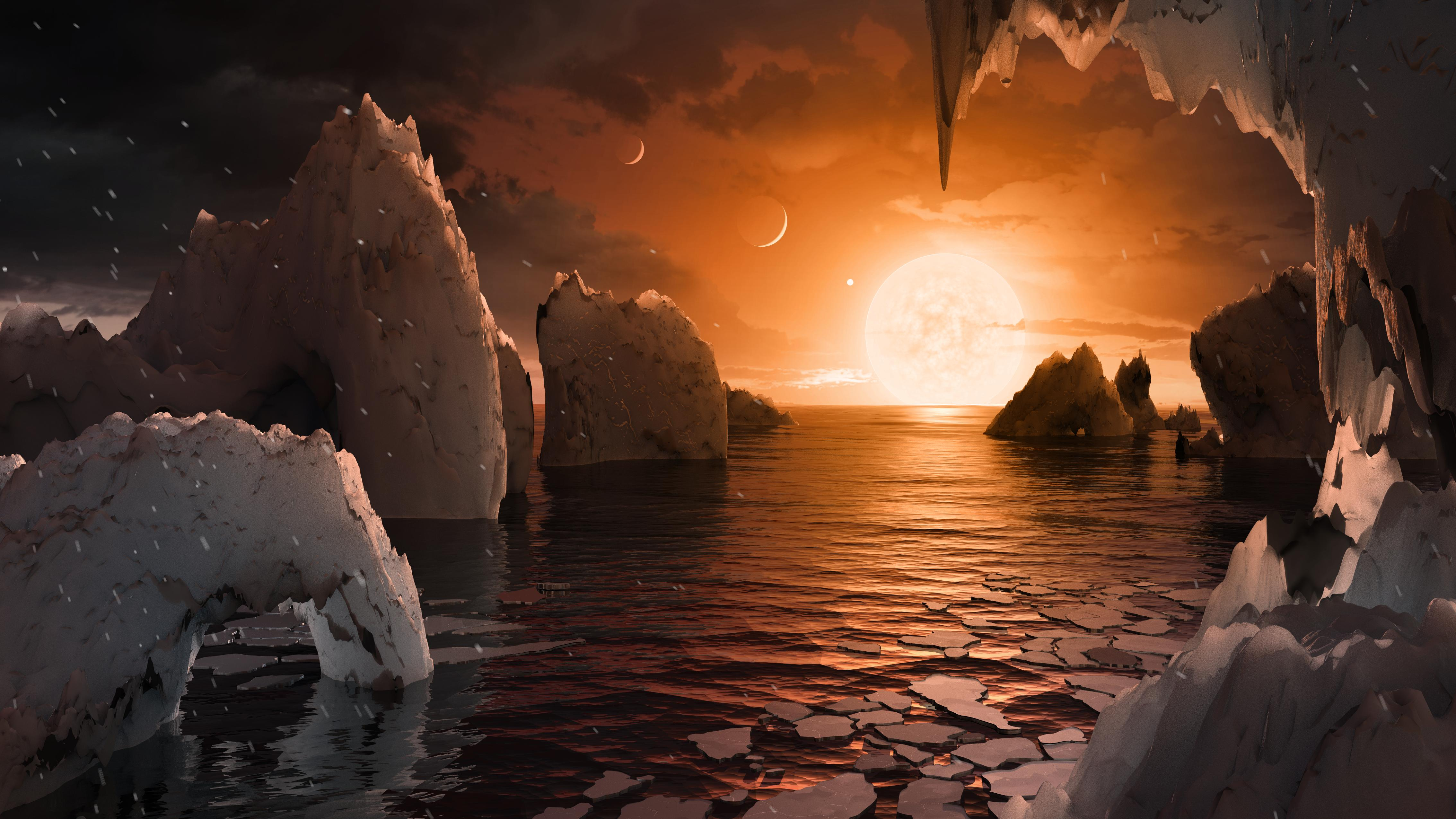
Уявлення художника про поверхню TRAPPIST-1f, що зображує рідкий водний океан на її поверхні. Також показані батьківська зоря та сусідні планети.

Дослідники NASA стверджують, що екзопланета обертається в межах зони життєздатності своєї материнської зорі (регіону, де за певних умов та атмосферних властивостей на поверхні планети може існувати вода у рідкому стані). 31 серпня 2017 року астрономи космічного телескопа «Хаббл» повідомили про отримання перших доказів можливого вмісту води на екзопланетах TRAPPIST-1.
Радіус TRAPPIST-1f становить 1,045 R🜨, тобто планети мають приблизно однаковий радіус. Проте маса TRAPPIST-1f, яка складає 0,68 M🜨, є еквівалентною лише двом третинам маси Землі. Отже, малоймовірним є те, що планета є повністю кам'янистою. Також малоймовірно, що TRAPPIST-1f є планетою, схожою на Землю. Ймовірно, вона є кам’янистою, з великим залізним ядром, але без густої воднево-гелієвої атмосфери. За допомогою моделювання науковці припускають, що планета складається з близько 20% води. Тиск і температура, ймовірно, є зависокими для існування води у рідкому стані.
Її зорею-господаркою є червоний ультрахолодний карлик, який має лише близько 8% маси Сонця (близько до межі між коричневими карликами та зорями головної послідовності). Як результат, такі зорі як TRAPPIST-1 здатні жити 4—5 трильйонів років, у 400—500 разів довше, ніж Сонце. Через здатність довго існувати TRAPPIST-1, імовірно, буде серед останніх зір, що залишаться у Всесвіті в майбутньому, коли газ, необхідний для утворення нових зір, буде вичерпано, і решта зір почнуть вимирати.
Дослідники припускають, що планета є припливно заблокованою, тобто одна півкуля постійно обернена до зорі, а протилежний бік постійно перебуває у темряві. Між зонами темряви й світла на планеті є зона помірної температури, так званий термінатор, де температура атмосфери сприяє існуванню води у рідкому стані. Окрім того, більша частина планети може мати сприятливі для життя умови, якщо атмосфера TRAPPIST-1f таки є достатньо щільною для передачі тепла у сторону, спрямовану від зорі. 
Деякі дослідники висловлюють протилежну думку, що планета не є припливно заблокованою через взаємозв'язок поверхні з атмосферою.

## Зовнішні посилання
- Брифінг NASA щодо відкриття 7 планет TRAPPIST-1 [Архівовано 6 квітня 2017 у Wayback Machine.]